# Pheu-Thai-Partei
Die Pheu-Thai-Partei (thailändisch พรรคเพื่อไทย, RTGS Phak Phuea Thai [pʰák pʰɯ̂ːa tʰaj], etwa ‚Partei für Thais‘, abgekürzt พท; englischer Name Pheu Thai Party, abgekürzt PT oder PTP) ist eine politische Partei in Thailand. Sie wurde 2008 als Nachfolgepartei der verbotenen Partei der Volksmacht (PPP) gegründet, die ihrerseits Nachfolgeorganisation der 2007 zwangsaufgelösten Thai-Rak-Thai-Partei (TRT) des entmachteten Ministerpräsidenten Thaksin Shinawatra war.
Sie ist eine der beiden wichtigsten Parteien des Landes. Von August 2011 bis zu ihrer Entmachtung durch einen Militärputsch im Mai 2014 stellte sie die Regierung. Seit der Parlamentswahl 2019 war sie die größte Oppositionspartei. Bei der Parlamentswahl im Mai 2023 wurde sie zweitstärkste Kraft und bildete gemeinsam mit zehn weiteren Parteien, darunter den militärnahen Parteien Phalang Pracharat und Ruam Thai Sang Chart eine neue Regierung. 2022 hatte die Partei 62.310 Mitglieder. Seit dem 27. Oktober 2023 ist Paetongtarn Shinawatra Parteivorsitzende.

## Geschichte

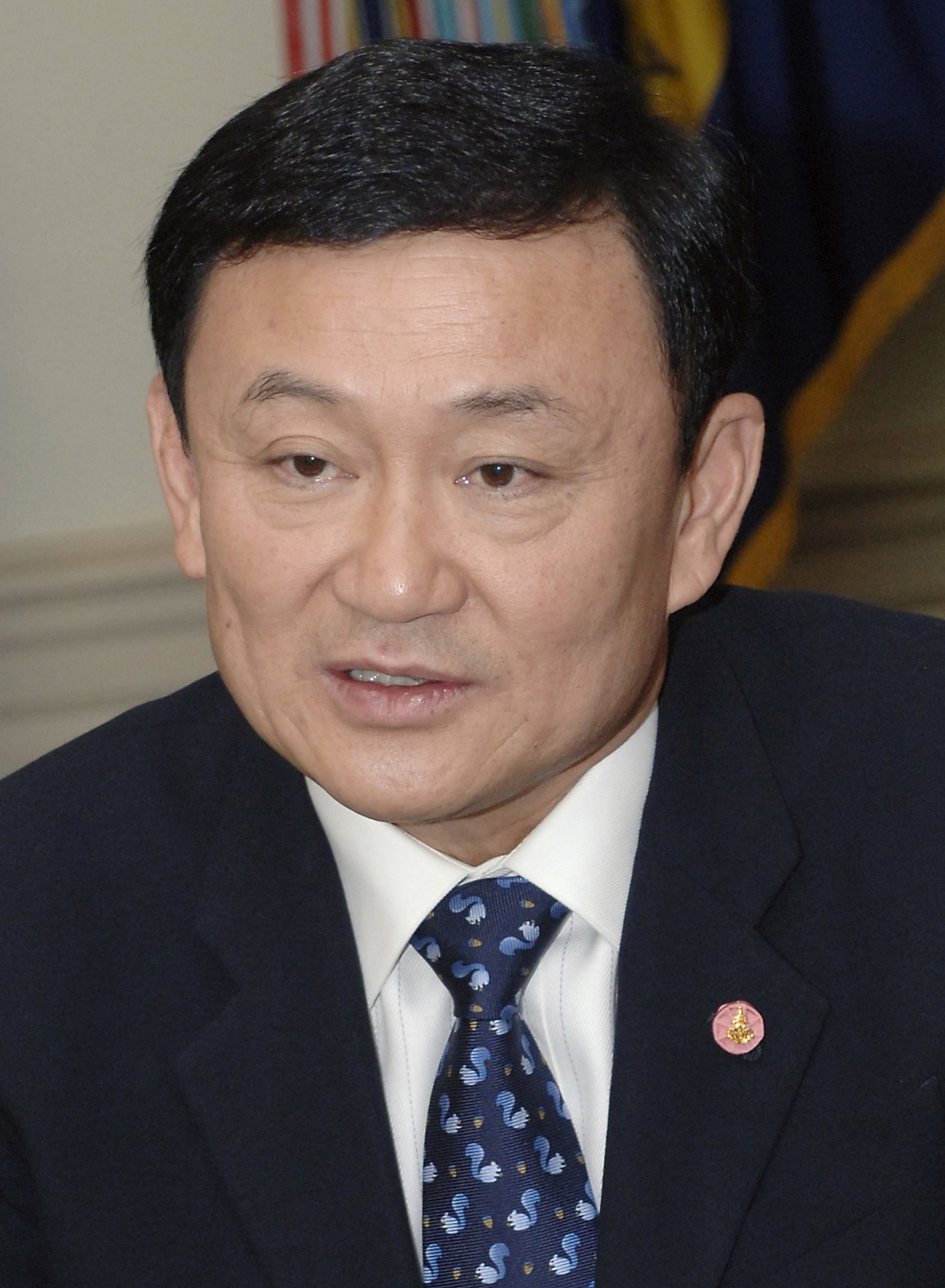
Thaksin Shinawatra, Gründer der Vorgängerpartei TRT und Ministerpräsident von 2001 bis 2006

### Vorläufer
Der Unternehmer Thaksin Shinawatra, der in der IT-, Telekommunikations- und Medienbranche ein Milliardenvermögen erworben hatte, gründete 1998 die Thai-Rak-Thai-Partei (TRT). Sie gewann 2001 die Wahlen erdrutschartig, und Thaksin wurde Ministerpräsident. Nachdem Thaksin und seine TRT 2005 wiedergewählt worden waren, kam es zu Massenprotesten, bei denen ihm Menschenrechtsverletzungen, Korruption und Amtsmissbrauch vorgeworfen wurden. Von Thaksin angesetzte Neuwahlen 2006 wurden von der Opposition boykottiert und vom thailändischen Verfassungsgericht für ungültig erklärt. Im September 2006 putschte das Militär. Ein eigens eingesetztes „Verfassungstribunal“ erklärte die TRT wegen Wahlbetrugs für aufgelöst und sprach gegen ihre führenden Mitglieder ein fünfjähriges Politikverbot aus. Ihre Politiker der zweiten Reihe wechselten daraufhin zur Partei der Volksmacht (Phak Phalang Prachachon, PPP). Diese gewann die Wahlen im Dezember 2007. Danach kam es jedoch erneut zum Vorwurf von Wahlrechtsverstößen, und auch die PPP wurde vom Verfassungsgericht aufgelöst. Die Funktionsträger der Partei wurden wiederum für fünf Jahre von der politischen Betätigung ausgeschlossen. Die Pheu-Thai-Partei ist also die dritte Inkarnation dieser Partei.

### Gründung 2008 und Opposition bis 2011
Die Partei wurde im Dezember 2008 von 80 PPP-Parlamentariern gegründet, die nach dem Verbot der Partei nicht mit einem fünfjährigen Betätigungsverbot belegt worden waren. Der Name der Partei ist einem früheren Wahlkampfslogan der aufgelösten Vorgängerpartei TRT entnommen: คิดใหม่ทำใหม่เพื่อไทยทุกคน ‚khit mai tham mai phuea thai thuk khon‘ („Neu denken, neu handeln, für alle Thais“). Dies war auch das Motto der neuen Partei, allerdings mit einem angefügten ‚ik khrang‘ („jetzt wieder“).
Nach dem Beitritt weiterer ehemaliger PPP-Mitglieder wurde die PTP mit 188 Abgeordneten stärkste Fraktion im 473 Sitze zählenden Parlament. Yongyuth Wichaidit wurde der erste Parteichef.
Es gelang der Pheu-Thai-Partei allerdings nicht, das gesamte, aus unterschiedlichen politischen Gruppierungen und Flügeln bestehende Lager der ehemaligen TRT zu vereinen. Ein Flügel unter Newin Chidchob machte sich als Bhumjaithai-Partei selbständig und verhalf der mit dem Thaksin-Lager rivalisierenden Demokratischen Partei zu einer Mehrheit. Auch die Chart-Pattana-Partei, die 2005 in der TRT aufgegangen war, gründete sich als unabhängige Kleinpartei erneut und wechselte die Seiten. Die muslimische Wahdah-Fraktion, die zuvor ein Teil der TRT gewesen war, schloss sich Sonthi Boonyaratglins Matubhum-Partei an. Dafür konnte die Pheu-Thai-Partei die Unterstützung von über 100 hochrangigen Ex-Militärs gewinnen, darunter den Generalen Pallop Pinmanee, Chongsak Phanitchakul und Jiradet Khotcharat. Auch mehrere wichtige Führungspersonen der Massenbewegung der „Rothemden“ (United Front for Democracy Against Dictatorship) wurden Mitglieder der Pheu-Thai-Partei.
Nachdem die Demokratische Partei die Unterstützung mehrerer kleinerer Parteien, die zuvor in Koalition mit der PPP regiert hatten, hatte gewinnen können, war die Pheu-Thai-Partei wichtigste parlamentarische Oppositionskraft gegen die Regierung von Abhisit Vejjajiva. Pheu-Thai-Fraktionschef Chalerm Yubamrung wurde offizieller Oppositionsführer.

### Wahlkampf 2011, Regierungsübernahme

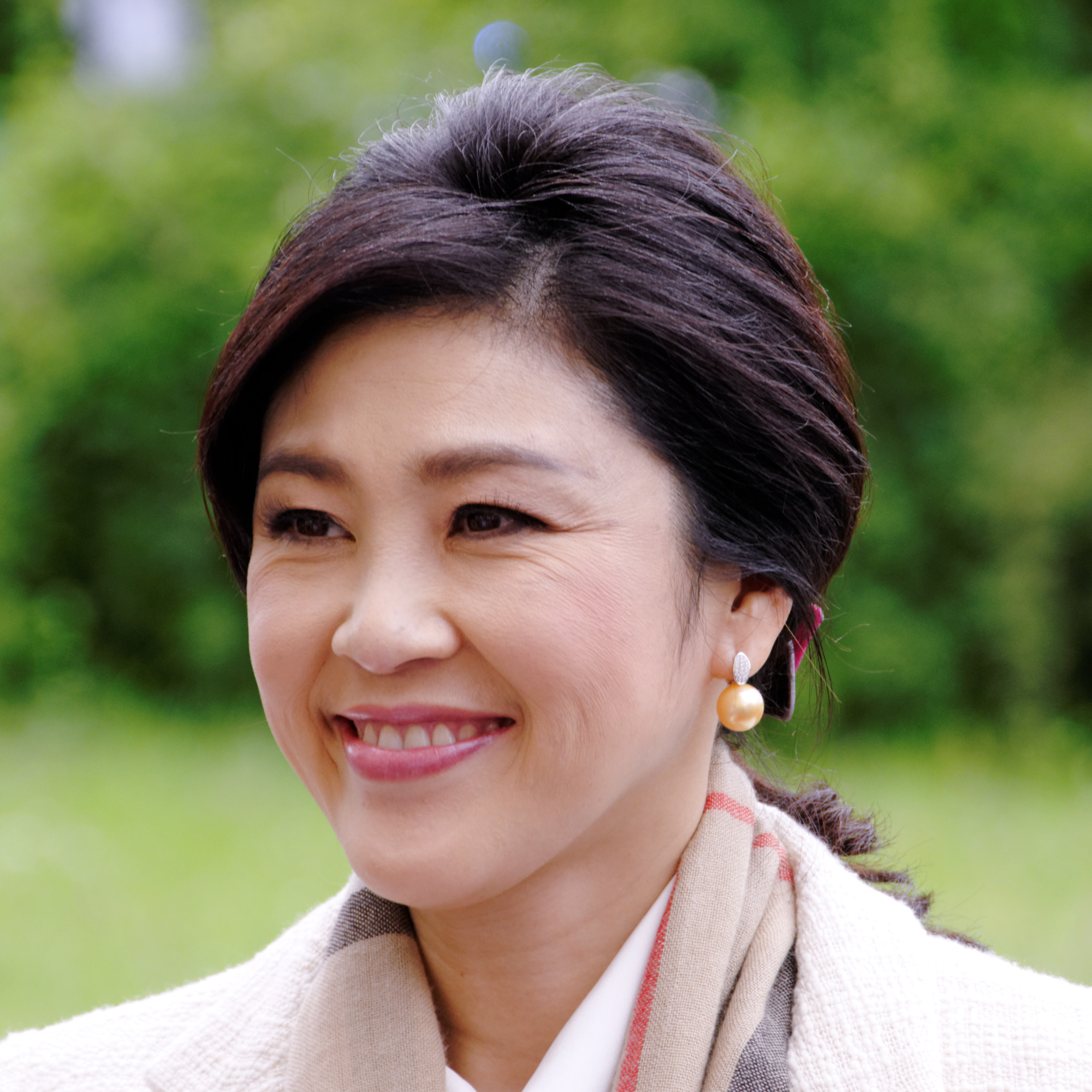
Yingluck Shinawatra, Ministerpräsidentin 2011–14

Bei der Parlamentswahl in Thailand 2011 galt die PTP als Favorit. Sie nominierte Yingluck Shinawatra, die Schwester des ehemaligen Premierministers Thaksin Shinawatra, als Spitzenkandidatin. Die Partei trat mit einem stark populistisch geprägten Programm an. Unter anderem versprach sie, das Netz des Bangkok Skytrain von zwei auf zehn Linien zu erweitern, die Pendlern zu einem Einheitspreis von 20 Baht zur Verfügung stehen sollten. Sie warb mit dem Programm, einen kostenlosen Tablet-Computer an jeden Erstklässler zu verteilen („One Child, One Tablet“) und die Mindestlöhne zu erhöhen. Sie kündigte Steuerrückzahlungen für das erste Eigenheim und das erste Auto einer Familie an, kostenloses Internet an öffentlichen Orten und ein Stipendium für ein Auslandsstudium für je einen jungen Menschen aus jedem der 796 Verwaltungsbezirke (Amphoe). Außerdem sagte sie die Ausgabe von Kreditkarten an Bauern zu. Die PTP machte keinen Hehl daraus, dass Thaksin hinter ihr stand. Sie warb mit dem Slogan „Thaksin denkt, Pheu Thai handelt“. Thaksin erklärte Yingluck zu seinem „Klon“.
Die PTP gewann bei der Wahl schließlich 48,4 % der Listenstimmen und 265 der 500 Sitze und bildete mit vier kleineren Parteien eine Koalitionsregierung unter Yingluck.
Nach ihrem Wahlsieg beschloss die Pheu-Thai-geführte Regierung einen garantierten Mindestpreis für Reis von 15.000 Baht pro Tonne, den sie den Bauern unabhängig vom Marktpreis zahlte. Da der garantierte Preis weit über dem Marktwert liegt, führte das Programm zu einer rapide steigenden Staatsverschuldung und übervollen Speichern mit auf dem Weltmarkt unverkäuflichem Reis. Den Steuererlass beim Kauf eines ersten Autos nahmen bis Ende 2012 1,25 Millionen Familien wahr. 2.000 Fahrzeuge wurden von Kreditgebern aber wieder eingezogen, da die Käufer ihre Raten nicht zahlen konnten. Insgesamt nahmen die Verkaufszahlen für Autos in Thailand im Jahr 2012 um 161 % zu. Allerdings hat das auch zu einer starken Zunahme von Fahrzeugen auf den bereits zuvor überfüllten Straßen Bangkoks geführt.
Im September 2012 trat der Parteivorsitzende und Innenminister Yongyuth Wichaidit von allen Ämtern zurück, da ihm im Rahmen eines Landverkaufs-Skandals von 2001 Amtsmissbrauch vorgeworfen wurde. Sein Nachfolger in beiden Ämtern wurde Charupong Ruangsuwan, der zuvor Generalsekretär der Partei war.

### Putsch 2014, Militärherrschaft und Opposition ab 2019

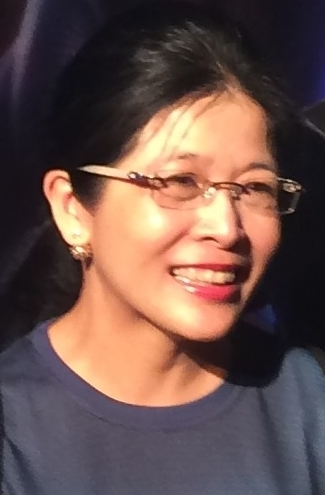
Sudarat Keyuraphan, Spitzenkandidatin bei der Wahl 2019

Ab Ende Oktober 2013 führte eine Oppositionsbewegung Massenproteste gegen die Regierung von Yingluck Shinawatra durch. Am 7. Mai 2014 enthob das Verfassungsgericht Yingluck ihres Amtes. Am 22. Mai unternahm die Armee unter General Prayuth Chan-ocha einen Putsch und setzte die Regierung ab.
Während der folgenden Militärherrschaft war die PTP nicht aufgelöst, durfte sich aber nicht politisch betätigen. Im Oktober 2018 nahm sie ihre Aktivität wieder auf. Viroj Pao-in wurde zum neuen Parteivorsitzenden gewählt, die ehemalige Gesundheitsministerin Sudarat Keyuraphan – eine Vertraute von Thaksin Shinawatra – wurde zur Leiterin der Wahlkampagne für die Parlamentswahl im März 2019 und später auch als Spitzenkandidatin für das Ministerpräsidentenamt ernannt.
Eine Gruppe früherer Pheu-Thai-Parteimitglieder (vor allem Anführer der „Rothemden“ wie Nattawut Saikua, Weng Tojirakarn und Veera Musikapong sowie der ehemalige Vize-Ministerpräsident Chaturon Chaisang) trat zur Thai-Raksa-Chart-Partei („Thais schützen/bewahren die Nation“). Diese trat als enge Verbündete oder „Schwesterpartei“ der Pheu Thai auf und wurde auch als mögliche Absicherung für den Fall eines neuerlichen Parteiverbots angesehen. Allerdings wurde die Thai-Raksa-Chart-Partei selbst noch vor der Wahl vom Verfassungsgericht aufgelöst, nachdem sie Prinzessin Ubol Ratana, die ältere Schwester des Königs Vajiralongkorn, als Kandidatin für das Amt des Ministerpräsidenten nominiert hatte.
Bei der Wahl im März 2019 wurde die Pheu-Thai-Partei schließlich mit 21,9 % der Stimmen zweitstärkste Kraft hinter der militärnahen Phalang-Pracharat-Partei. Aufgrund vieler direkt gewonnener Wahlkreise wurde sie jedoch mit 136 der 500 Sitze stärkste Kraft im Repräsentantenhaus. Anschließend übernahm sie die Rolle der führenden Oppositionskraft gegen die Regierung von Prayut Chan-o-cha, dem es gelang, eine Vielzahl kleinerer Parteien auf seine Seite zu ziehen und somit – nun in Zivil gewandet – weiter zu regieren. Sudarat Keyuraphan trat im November 2020 aus der Pheu-Thai-Partei aus und gründete im Monat darauf eine neue Partei namens Thai Sang Thai („Thais bauen Thailand auf“).

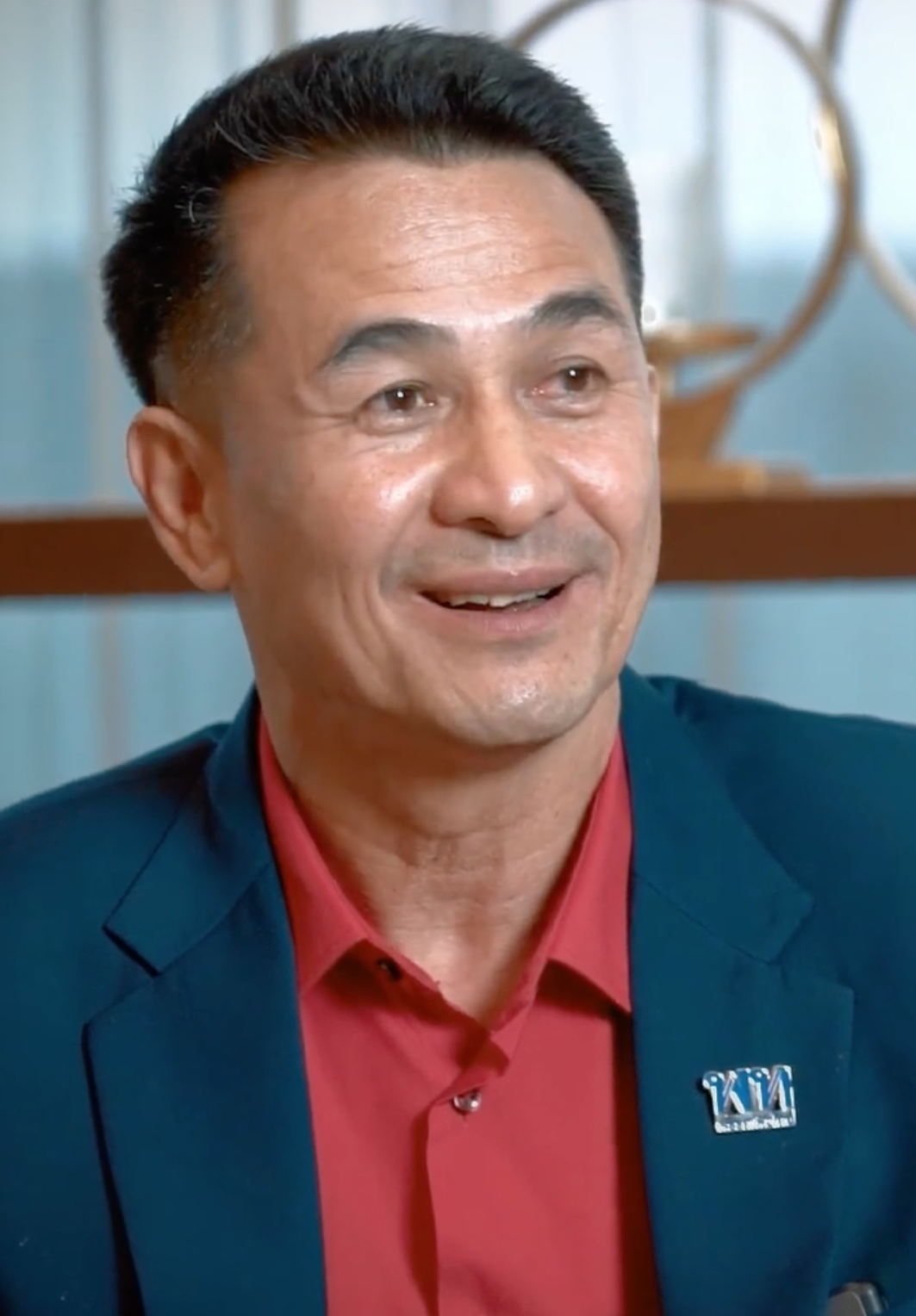
Chonlanan Srikaew war von 2021 bis 2023 Parteivorsitzender

Am 28. Oktober 2021 trat der damals 80-jährige Parteivorsitzende Sompong Amornvivat bei der jährlichen Hauptversammlung in Khon Kaen nicht mehr zur Wahl an. Die Delegierten wählten den Arzt und fünfmal gewählten Abgeordneten der Provinz Nan Chonlanan Srikaew zum neuen Vorsitzenden. Thaksins Tochter Paetongtarn Shinawatra wurde bei der Versammlung zur Chefberaterin der Partei für Partizipation und Innovation ernannt. Im März 2022 übernahm Paetongtarn das neugeschaffene Amt des „Oberhaupts der Pheu-Thai-Familie“.

### Regierungskoalition ab 2023

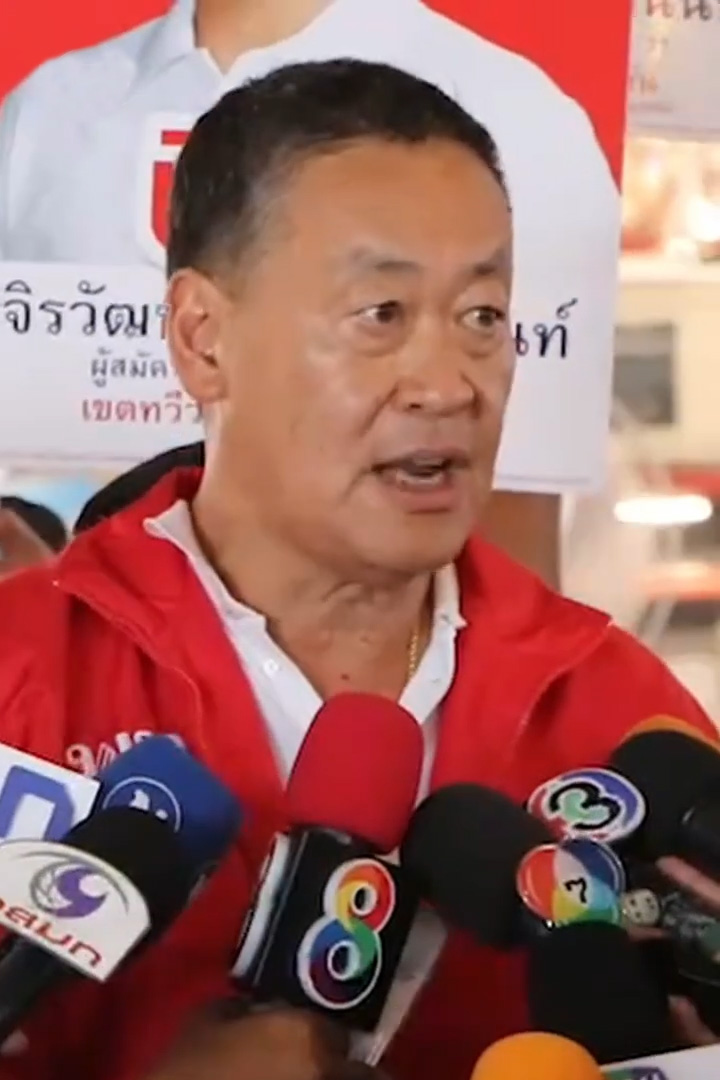
Srettha Thavisin, Ministerpräsident von 2023 bis 2024

Bei der Parlamentswahl in Thailand am 14. Mai 2023 gewann die Pheu-Thai-Partei rund drei Millionen Stimmen hinzu und kam mit 141 der 500 Sitze auf den zweiten Platz hinter der Fortschrittspartei. Zusammen hatten die pro-demokratischen, gegen die frühere Militärjunta und ihre Verbündeten gerichteten Parteien eine deutliche Mehrheit im Repräsentantenhaus. Sie schlossen bereits eine Koalitionsvereinbarung, die vom Militär eingesetzten Senatoren blockierten aber eine Regierungsbildung unter Führung der Fortschrittspartei und verhinderten die Wahl ihres Spitzenkandidaten Pita Limjaroenrat.
Daraufhin brach die Pheu-Thai-Partei das Bündnis mit der Fortschrittspartei und bildete – entgegen ihrem Wahlversprechen – eine Koalition mit den militärnahen Parteien und ihren Verbündeten. Sie wechselte somit von der progressiven auf die konservative Seite des politischen Spektrums in Thailand. Zum neuen Ministerpräsidenten wählte das Parlament im August 2023 den Immobilienunternehmer und politische Quereinsteiger Srettha Thavisin (PTP). Am selben Tag kehrte Thaksin Shinawatra aus dem Exil nach Thailand zurück. Er wurde zwar verhaftet, König Vajiralongkorn verkürzte aber mittels seines Gnadenrechts die ihn erwartende Strafe von acht Jahren auf ein Jahr, die zudem nach sechs Monaten zur Bewährung ausgesetzt wurde. Die Begnadigung Thaksins war mutmaßlich Teil des Kompromisses zwischen Pheu Thai und dem konservativen Establishment.
Paetongtarn Shinawatra, die zuvor bereits eine faktische Führungsrolle in der Partei gehabt hatte, wurde Oktober 2023 auch offiziell zur Parteivorsitzenden gewählt. Nachdem das Verfassungsgericht Srettha im August 2024 wegen „ethischer“ Verfehlungen abgesetzt hatte, wurde Paetongtarn auch zur Ministerpräsidentin gewählt. Sie ist somit das dritte Mitglied der Familie Shinawatra an der Spitze der thailändischen Regierung.

## Bekannte Mitglieder

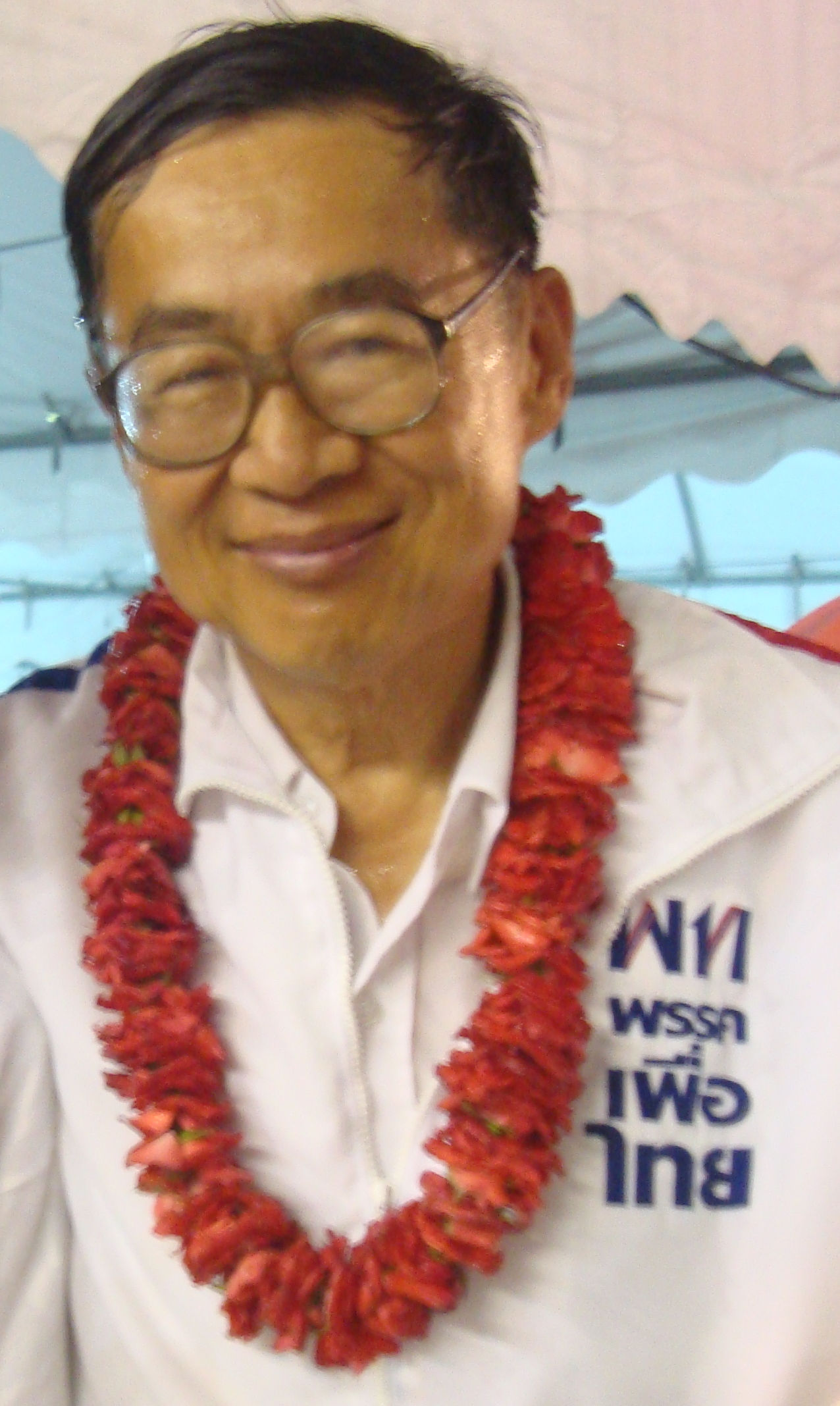
Weng Tojirakarn in einem Hemd mit Logo der PTP (2011)

- Chalerm Yubamrung, von 2011 bis 2013 stellvertretender Ministerpräsident, von 2013 bis 2014 Arbeitsminister, während der politischen Krise 2014 Direktor des Zentrums zur Aufrechterhaltung von Ruhe und Ordnung
- Charupong Ruangsuwan, von 2012 bis 2014 Vorsitzender, zuvor Generalsekretär der Partei, von 2012 bis 2014 Innenminister
- Jatuporn Prompan, Co-Anführer der „Rothemden“-Bewegung
- Nattawut Saikua, Co-Anführer der „Rothemden“-Bewegung, von 2012 bis 2014 stellvertretender Handelsminister, zuvor stellvertretender Landwirtschaftsminister
- Plodprasop Suraswadi, von 2012 bis 2014 stellvertretender Ministerpräsident, zuvor Wissenschaftsminister
- Sukampol Suwannathat, von 2012 bis 2013 Verteidigungsminister, zuvor von 2011 bis 2012 Verkehrsminister
- Yingluck Shinawatra, von 2011 bis 2014 Ministerpräsidentin

ehemalige Mitglieder
- Chavalit Yongchaiyudh, ehemaliger Ministerpräsident (1996–1997); 2011 aus der Partei ausgetreten
- Sudarat Keyuraphan, ehemalige Gesundheitsministerin (2001–05), Spitzenkandidatin bei der Parlamentswahl 2019; 2020 aus der Partei ausgetreten
- Surapong Tovichakchaikul, von 2011 bis 2014 Außenminister, ab 2012 zusätzlich stellvertretender Ministerpräsident; 2020 gestorben
- Weng Tojirakarn, führendes Mitglied der „Rothemden“-Bewegung, Parlamentsabgeordneter, 2018 zur Thai-Raksa-Chart-Partei übergetreten
- Worawi Makudi, 1997–2015 Mitglied des FIFA-Exekutivkomitees, 2007–2016 Präsident des thailändischen Fußballverbands; 2018 zur Prachachart-Partei übergetreten

## Webauftritt
- Website Pheu-Thai-Partei

## Belege
1. ↑  Boris Sullivan:  Is Thaksin's Pheu Thai a Populist Party? In: Thailand Business News, 5. Juni 2011. Abgerufen am 28. April 2023 (englisch).
2. ↑   Thailand's main political parties In: AlJazeera, 2. Juli 2011 (englisch).
3. ↑  Peter Warr: 'Thaksinomics' and Thai Populism Redux. In: Global Asia. 6. Jahrgang, Nr. 3, 20. September 2011 (englisch, globalasia.org).
4. ↑  Nidhi Eoseewong:  Nidhi Eoseewong: An open letter to Pheu Thai In: prachatai, 8. Mai 2018 (englisch).
5. ↑  Reform on two fronts
6. ↑  Analysis: The Decline of Pheu Thai Party
7. ↑  Cod Satrusayang:  Cod Satrusayang: Same old Pheu Thai, Conservative party with liberal lipstick In: thaienquirer, 4. November 2021 (englisch).
8. ↑  "อ้อเล็ก" โผล่คุมงานเยาวชนเพื่อไทย "ปู-โอ๊ค-อ้วน" รับบทกุนซือ. 24. Oktober 2013 (thailändisch).
9. ↑  Thai Royal Gazette ประกาศนายทะเบียนพรรคการเมืองเรื่อง รับจดแจงการจัดตั้งพรรคเพื่อไทย
10. ↑  Michael H. Nelson: The Democrat and Pheu Thai Parties in Thailand’s 2011 Elections. Thaksin Shinawatra Returns to Power. In: Eugénie Mérieau (Hrsg.): The Politics of (NO) Elections in Thailand. Lessons from the 2011 General Election. White Lotus Press, Bangkok 2016, S. 75–132.
11. ↑  Office of The Election Commission of Thailand
12. ↑  Michael H. Nelson: Thailand’s Election of July 3, 2011. An Overview. King Prajadhipok’s Institute, 19. September 2012.
13. ↑  Stand 4. Dezember 2009 (Memento des Originals vom 7. August 2013 im Internet Archive)  Info: Der Archivlink wurde automatisch eingesetzt und noch nicht geprüft. Bitte prüfe Original- und Archivlink gemäß Anleitung und entferne dann diesen Hinweis.
14. ↑  Bangkok Post vom 3. Januar 2010: Retired army general lured to join Puea Thai
15. ↑  Jochen Buchsteiner: Thaksins Coup. In: Frankfurter Allgemeine Zeitung. 15. Juni 2011, abgerufen am 16. Juni 2011.
16. ↑  Thitinan Pongsudhirak: Election campaigns point to a different Thailand. In: Bangkok Post, 18. Juni 2011, abgerufen am 9. Juni 2013.
17. ↑  Pascal Nufer: Bruder Thaksin dominiert Wahlkampf in Thailand. Tagesschau, Schweizer Fernsehen, 2. Juli 2011, abgerufen am 9. Januar 2013.
18. ↑  Er denkt, sie lenkt. In: Tages-Anzeiger, 4. Juli 2011, abgerufen am 9. Januar 2013.
19. ↑  Erdrutschsieg für Yingluck. In: ORF. 4. Juli 2011, abgerufen am 4. Juli 2011.
20. ↑  Steve Finch: How Rice is Causing a Crisis in Thailand. In: The Diplomat, 10. November 2012.
21. ↑  
Minister defends first-time car policy. Bangkok Post, 18. März 2013 (Memento vom 7. April 2013 im Internet Archive)
22. ↑  'First-car scheme snarls traffic.' Bangkok Post, 26. Januar 2013 (Memento vom 7. April 2013 im Internet Archive)
23. ↑  Aukkarapon Niyomyat, Panu Wongcha-um: Thailand's biggest political party selects new leaders ahead of poll. Reuters, 28. Oktober 2018.
24. ↑  Aekarach Sattaburuth: Chaturon: Parties battling regime traps. In: Bangkok Post, 21. November 2018.
25. ↑  Napon Jatusripitak: The Threat and Allure of Thai-Style Party Bans. In: Fulcrum – Analysis on Southeast Asia, 2. November 2022.
26. ↑  Vorläufiges Wahlergebnis laut Wahlkommission Thailands, abgerufen am 26. März 2019.
27. ↑  Aekarach Sattaburuth: Cholnan becomes new Pheu Thai leader. In: Bangkok Post, 28. Oktober 2021.
28. ↑  Former PM Thaksin’s daughter rises in Pheu Thai Party. Abgerufen am 28. April 2023 (amerikanisches Englisch).
29. ↑  Michael J. Montesano: Pheu Thai’s New Coalition Betrays the Faith of Voters. In: Fulcrum, 29. August 2023.
30. 1 2  Mathis Lohatepanont, Napon Jatusripitak: Causes and Effects of Pheu Thai’s Grand Compromise. The Lurking Instability of Thailand’s Post-2023 Party System. In: ISEAS – Yusof Ishak Institute Perspective, Nr. 52 (2024).
31. ↑  FAZ.net: Srettha Thavisin ist neuer Regierungschef Thailands, 22. August 2023